# テオドール・ガイガー
テオドール・ガイガー（Theodor Julius Geiger、1891年11月9日 - 1952年6月16日）は、ドイツのユダヤ人法学者、社会学者。

## 人物
ミュンヘンに生まれ、父親の転勤に伴いランツフートに移り、少年時代と学校時代をそこで過ごす。故郷に戻ってミュンヘン大学で哲学を専攻したのち、ヴュルツブルク大学で法学と国家学を学んだ。1919年の論文「保護観察論(Die Schutzaufsicht)」で法学の博士を取得。
第一次世界大戦で志願兵として出征し、ロシアで負傷して軍人傷痍記章を受けるが、ナチス体制確立後は弾圧によりドイツを去り、デンマーク、次いでスウェーデンに移り、そこで第二次世界大戦の終戦を迎えた。
終戦後は、デンマークのオーフス大学に復帰。ウプサラ学派のヘーガーシュトレームやオリヴェクローナ、アルフ・ロスと交流し、それまでのドイツ的・現象学的社会学から、実証的・経験科学的社会学への傾向を深めた。川島武宜は彼の法社会学の影響で、規範を事実に解消する理論的試みを志向した。
ウプサラ学派とは基本的に路線を同じくしたが次第に離れて行き、1947年の論文「法社会学への準備研究」の第三章「法と道徳」においてヘーガーシュトレームとロスの批判を、「法と力」においてオリヴェクローナに対する反論を行っている。他方、オリヴェクローナもガイガーの分析方法に疑義を呈している。

## 経歴
- 1910年 - ミュンヘン大学入学
- 1919年 - 法学博士
- 1928年 - ブラウンシュヴァイク工業大学教授(社会学)
- 1933年 - ドイツを脱出
- 1938年 - オーフス大学教授
- 1952年 - 死去

## 主な論文
- 「保護観察論(Die Schutzaufsicht)」1919
- 「私生子とその母(Das uneheliche Kind und seine Mutter)」 1920
- 「法社会学への準備研究(Vorstudien zu einer Soziologie des Rechts)」1947